# Nadbiskupsko sjemenište u Splitu
Nadbiskupsko sjemenište u Splitu, crkveno-obrazovna institucija koju je 25. ožujka 1700. godine osnovao splitski nadbiskup Stjepan I. Cosmi, a služila je za odgoj i školovanje mnogih učenika i studenata iz Splita i cijele Dalmacije.
Zavod je 1706. godine dobio vrijednu knjižnicu, koja je ujedno bila prva splitska narodna knjižnica, jer je bila dostupna ne samo sjemenišnim profesorima i đacima, nego i svim školovanim Splićanima. Najveći broj vrijednih knjiga darovao je splitski svećenik Ivan Paštrić, tada umirovljeni profesor rimskoga kolegija Urbanianuma, pa je stoga i nazvana "Paštrićevom" (Bibliotheca Pastritia).

## Preustroj i novi smještaj sjemeništa
Sjemenišni je filozofski studij u doba francuske vladavine preustrojen u licej. Tako su sjemeništne škole uz određene promjene u kurikulu zadržale dotadašnju ulogu u školovanju duhovne i svjetovne mladeži grada i šire okolice. Poslije pada francuske vlasti u Dalmaciji, nove su austrijske vlasti 1817. godine sjemenišnu gimnaziju pretvorile u državnu koju su od tada pohađali i sjemeništarci. Godine 1821. vlast je obustavila i sjemenišni bogoslovni studij pripremajući otvaranje visoke bogoslovne škole za bogoslove svih dalmatinskih biskupija sa sjedištem u Zadru.
Godine 1868. dovršena je izgradnja nove sjemenišna zgrada u kojoj se i danas nalazi sjemenište. Sljedećih desetljeća zavod je unatoč raznim teškoćama većinom uspješno odgajao svećeničke kandidate za teritorij splitsko-makarske biskupije.

## Razvoj sjemeništa do kraja Drugoga svjetskog rata
Nastojanjem biskupa Filipa Franje Nakića (1889. – 1910.) otvorena su 1906. godine u sjemeništu dva najviša gimnazijska razreda, a dvije godine kasnije još dva niža. Nakon što je toj gimnaziji u sastavu sjemeništa 1925. priznato pravo javnosti, otvarani su postupno i niži gimnazijski razredi, tako da je 1928. godine oformljeno svih osam razreda.
U prvim desetljećima 20. stoljeća zgrada sjemeništa je nadograđivana i uređivana, što je omogućilo školovanje većem broju sjemeništaraca s područja splitske, ali i drugih biskupija (kotorske, hvarske, krčke itd.).
Biskupska klasična gimnazija uspješno je djelovala do 1942. godine, kad je pod pritiskom talijanskih vlasti i ratnih neprilika morala obustaviti djelovanje. Broj sjemeništaraca, koji su od tada pohađali državnu gimnaziju, spao je na mali broj.

## Djelovanje sjemeništa za komunističke Jugoslavije
Splitski biskup Kvirin Klement Bonefačić (1923. – 1954.) uspio je već 1945. godine obnoviti djelovanje sjemenišne gimnazije i organizirati djelovanje unatoč tome što su komunističke vlasti zauzele cijelu sjemenišnu zgradu u kojoj je smještena vojna bolnica. Zbog toga je škola premještena u susjednu zgradu Centralnoga bogoslovskog sjemeništa. Škola je djelovala do 1952. godine, kad je odlukom komunističkih vlasti ostala bez nižih razreda, a 1956. nakon okončanja sudskog procesa vlasti su zabranile djelovanje gimnazije i svim spomenutim sjemeništima. U vrijeme političke krize u Jugoslaviji i popuštanja pritiska prema Crkvi, sjemenište je 1963. godine opet otvoreno. U međuvremenu su sve srednje škole bile svedene na četiri razreda. Tako je i sjemenišna gimnazija, koja se od tada morala nazivati Srednja vjerska škola za spremanje svećenika, počela s prva dva razreda, da bi 1965. bila upotpunjena na sva četiri. Nakon nove reforme državnih srednjih škola opet je u Splitu i srednjoj Dalmaciji bila jedina koja je i dalje đacima pružala klasičnu izobrazbu.

## Djelovanje sjemeništa u Republici Hrvatskoj
Nakon demokratkih promjena u Republici Hrvatskoj početkom 1990-ih, sjemeništu je opet vraćena njegova stara zgrada, a gimnaziji je dijelom vraćeno staro ime i pravo javnosti. Od tada ponovno kao u Cosmijevo doba prima i vanjske đake. U obnovljenu i preuređenu staru sjemenišnu zgradu škola je premještena u jesen 1999. godine, dok je stambeni dio pripremljen za smještaj sjemeništaraca tek u veljači 2000. godine.

## Vanjske poveznice
Mrežna mjesta
- Nadbiskupskogo sjemenište u Splitu  Arhivirana inačica izvorne stranice od 6. prosinca 2021. (Wayback Machine), službeno mrežno mjesto
- Službene stranice Splitsko-makarske nadbiskupije